# Distretto di Adapazarı
Il distretto di Adapazarı costituisce il distretto centrale della provincia di Sakarya, in Turchia.

## Geografia fisica
Il distretto si trova nei pressi del lago di Sapanca sulla principale direttrice stradale e ferroviaria tra Ankara e Istanbul.

## Amministrazioni
Al distretto, oltre al centro capoluogo, appartengono 26 villaggi.

### Comuni
- Adapazarı (centro)

### Villaggi
| - Abalı - Aşırlar - Bileciler - Budaklar - Büyükhataplı - Çağlayan - Demirbey - Elmalı - Hacılar | - İlyaslar - Işıklar - Karadavutlu - Karadere - Kavaklıorman - Kayrancık - Kışla - Kömürlük - Köprübaşı | - Küçükhataplı - Nasuhlar - Örentepe - Poyrazlar - Salmanlı - Solaklar - Turnadere - Yeşilyurt |